# Московский драматический театр имени М. Н. Ермоловой
Моско́вский драмати́ческий теа́тр имени Марии Николаевны Ермо́ловой (Театр-центр имени Ермоловой) — драматический театр в Москве, образованный в 1925 году как передвижной. С 1946 года располагается в здании бывшего пассажа Постниковых. Репертуар театра представлен как постановками по произведениям мировой классики, так и спектаклями экспериментальных жанров.

## Здание

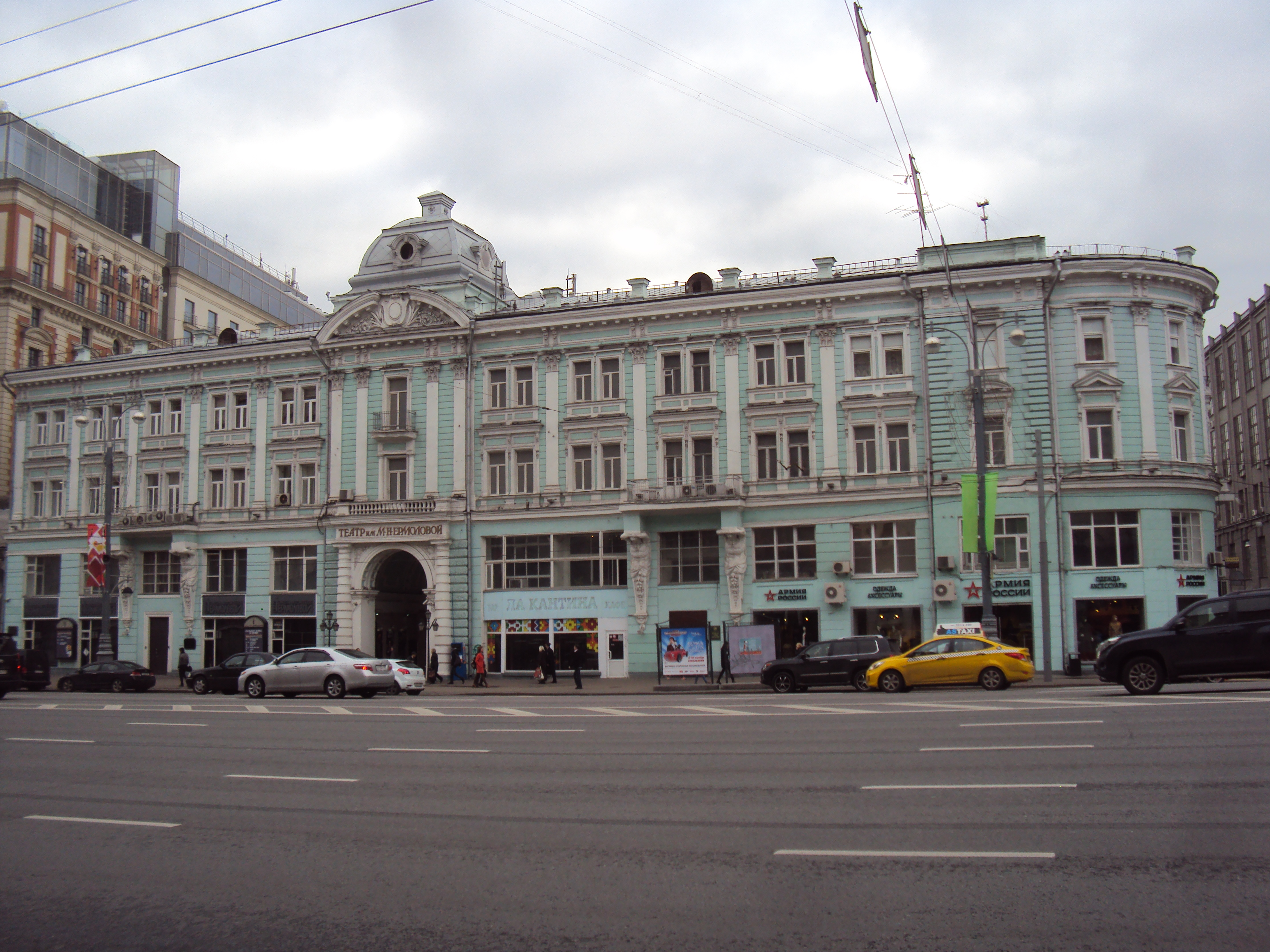
Здание театра, 2015 год

В 1830 году был построен один из крупнейших в то время особняков на Тверской улице — Постниковский пассаж. В 1897 году двухэтажное здание с мезонином перестроили: первый этаж отвели под торговый пассаж, а второй — под гостиницу. С 1931 по 1938 год в здании располагался Государственный театр имени Всеволода Мейерхольда. В 1946 году помещения занял театр имени Ермоловой.

## История

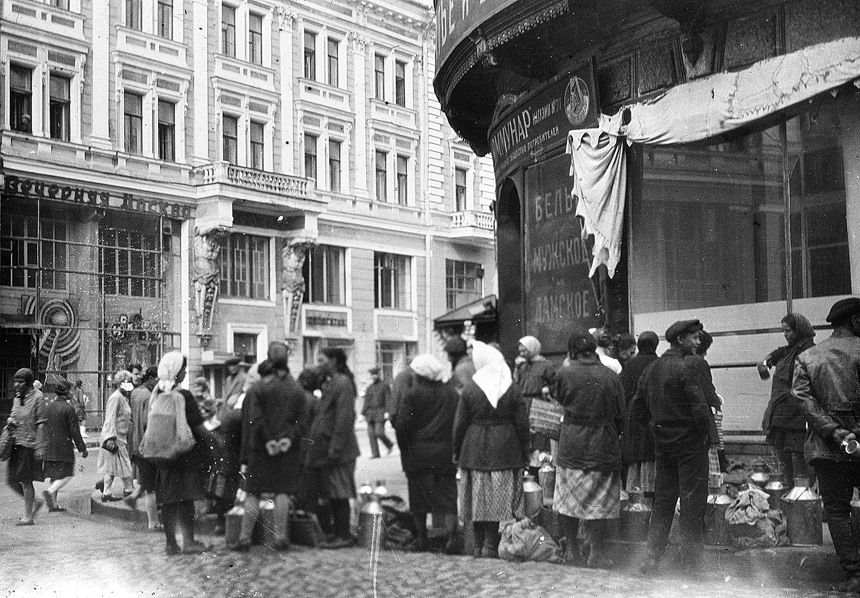
Здание театра Ермоловой, 1930 год.

В 1925 году выпускники студии при Малом театре под руководством Елены Лешковской, Сергея Айдарова и Николая Костромского создали передвижной театр. Получив разрешение известной драматической актрисы Малого театра Марии Ермоловой, труппа стала использовать в названии её имя. В 1933 году актёры Театра имени Ермоловой объединились со студией имени Луначарского, которой руководил Макс Терешкович, объединение продолжало носить имя артистки. Спустя год Макс Терешкович пригласил в театр актрису МХАТ Марию Кнебель. Вместе с ней он обучал актёров труппы приёмам мхатовской школы. В феврале 1937 года Терешкович умер от инфаркта. Новым руководителем стал актёр Азарий Азарин, но он умер 30 сентября того же года, проработав в должности чуть более шести месяцев. Оставшийся без художественного руководителя театр объединили со студией под руководством народного артиста СССР Николая Хмелёва и преобразовали в Московский театр имени Ермоловой.
Я хочу искусства такой искренности, какая бывает у человека, когда он остается в комнате наедине с самим собой или с самым близким другом. Я хочу спектакля, в котором ничто не заслоняло бы актера, где с предельной глубиной и правдой раскрывался бы внутренний мир человека-артиста...Николай Хмелёв
В 1939 году для постановки пьесы Джона Пристли «Время и семья Конвей» в театр был приглашён народный артист РСФСР Андрей Лобанов. В годы Второй мировой войны, находясь в эвакуации в Иркутской области в городе Черемхово, труппа Театра имени Ермоловой в 1942 году открыла театральный сезон спектаклем «Парень из нашего города» по пьесе Константина Симонова. В ноябре 1945 года во время генеральной репетиции постановки «Трудные годы» умер Хмелёв, театр возглавил Андрей Лобанов. Новый худрук перестал учить актёров — он требовал, чтобы они самостоятельно придумывали решения для персонажей.
Лобанов начал истреблять то, что он считал рудиментами нашего студийного прошлого, взяв курс на профессионализацию коллектива.Актёр Всеволод Якут
В 1956 году Лобанов покинул театр. До 1970 года в нём работали режиссёры Леонид Варпаховский, Виктор Комиссаржевский, Пётр Васильев, Александр Борисович Шатрин. В 1970 году театр возглавил народный артист СССР Владимир Андреев. В 1985 году его пригласили в Малый театр, до 1991 года его место занимал Валерий Фокин. В период его руководства коллектив разделился на Театр имени Ермоловой и Международный театральный центр имени Ермоловой.
В 1990 году труппу театра вновь возглавил народный артист СССР Владимир Андреев. В 1996 году он поставил спектакль «Мария Стюарт», в котором приняли участие актёры обоих театров. Спектакль ознаменовал их символическое объединение. Окончательно театры объединились в 1998 году в Театр-центр имени Ермоловой.

## Современность

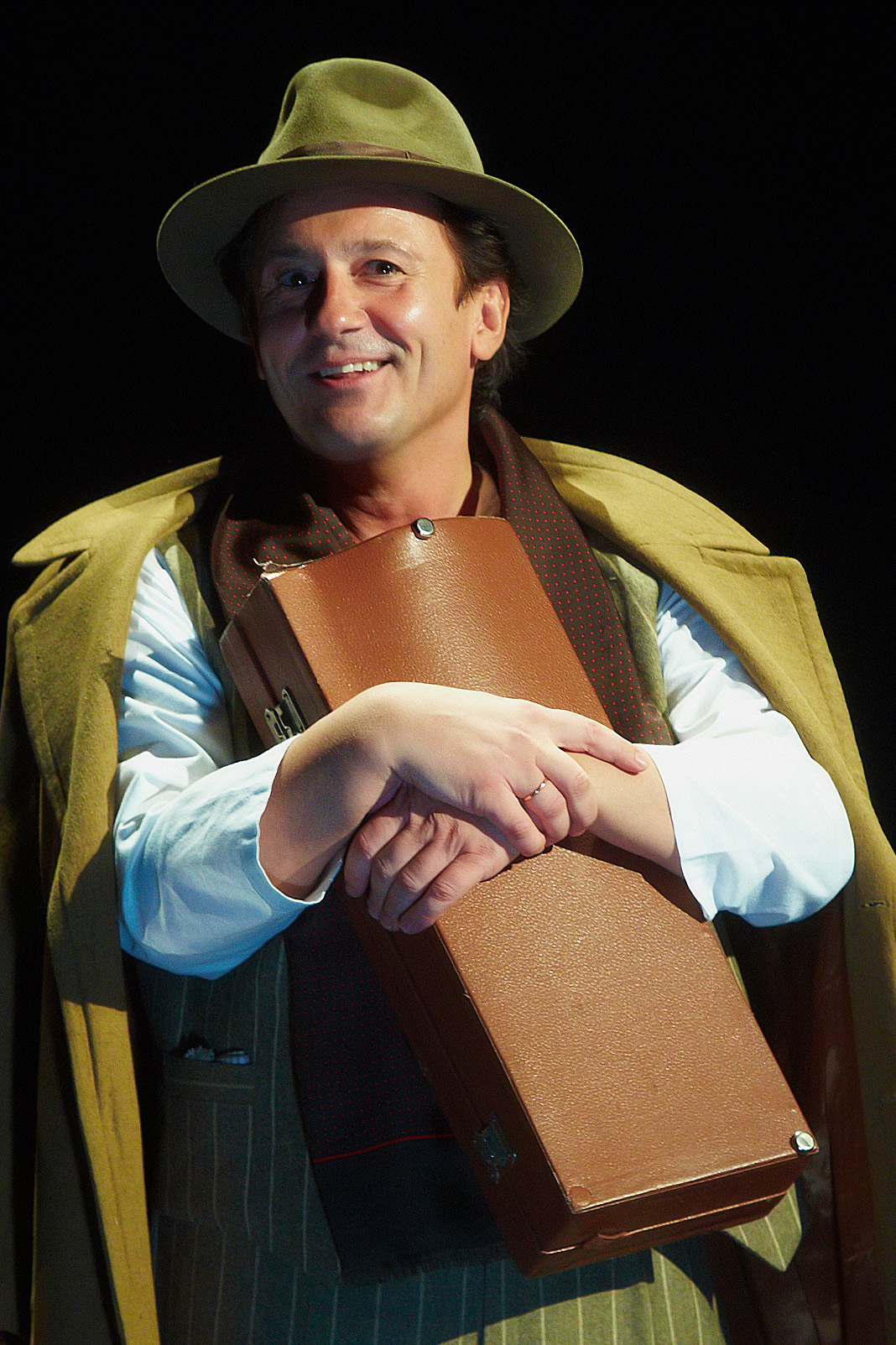
Олег Меньшиков, 2010 год

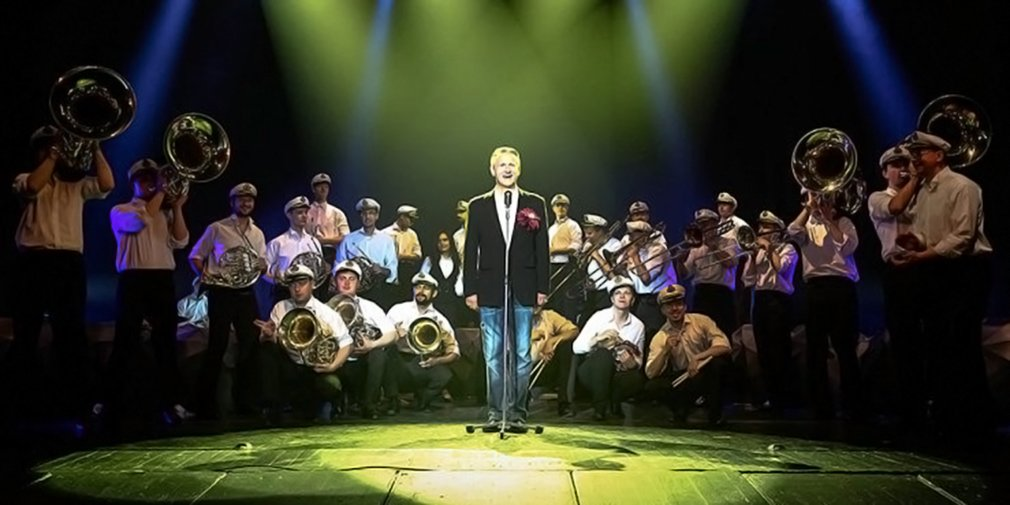
Спектакль «Оркестр мечты. Медь», 2018 год

В 2007 году в театре произошёл пожар, который был ликвидирован актёрами и сотрудниками.
В 2010 году в театре внедрили новую политическую систему и открыли новую должность — президент театра. Это место занимали глубоко возрастные руководители с сохранением заработной платы. Систему разработали Сергей Капков и Владимир Андреев перед тем, как в 2012 году Андреев передал руководство театром актёру и режиссёру Олегу Меньшикову, однако он сам остался в театре в качестве актёра.
Это моя идея. Никто меня к этому решению не подталкивал, наоборот, я боялся, что пост худрука может занять какой-то другой человек, а не Олег Меньшиков. Это молодой, талантливый, деятельный человек, с которым связаны все наши надежды. По сути, Меньшиков уже приступил сегодня к работе худрука, у него уже есть конкретные планы, причём достаточно серьёзные. Меня это вдохновляет.Владимир Андреев
После официального вступления в должность Меньшиков решил отремонтировать театр и объявил о начале строительства новой сцены на 140 мест. Также он убрал из репертуара 24 спектакля, которые были при Владимире Андрееве, оставив при этом «Фотофиниш», где блистал Андреев.
В апреле 2013 года театр провёл переговоры с мэром Москвы Сергеем Собяниным о полной передаче помещений здания на Тверской улице в собственность театра. В этом же году завершилась реконструкция: отремонтировали гримёрные и фойе на первом и втором этажах. В октябре 2014 года открыли Малую сцену.
Сезон 2015 года открыли премьерой «Утюги» режиссёра Алексея Размахова. В октябре того же года на сцене театра прошёл Международный благотворительный фестиваль для незрячих детей «Белая трость», которые могли выступить вместе с известными артистами. А в ноябре труппа отправилась на гастроли в Израиль, где представила спектакль «Оркестр мечты. Медь» с участием духового оркестра. С 2015 года Театр имени Ермоловой показывает благотворительный спектакль «СтихоВарение», созданный артистами. Сборы направляются в фонд «Галчонок», который занимается попечительством детей органическими поражениями центральной нервной системы. В 2016 году Театр имени Ермоловой отметил своё 90-летие участием в фестивале «Черешневый лес». В ГУМе прошла тематическая выставка с архивными фотографиями театра и раритетными вещами.
В июне 2017 года на сцене состоялось сразу две премьеры: «Чайковский» по киносценарию Юрия Арабова и эксцентричная постановка Меньшикова «Игроки». В ноябре зрителям представили ещё одну премьеру — «Утиная охота» режиссёра Евгения Марчелли, которая вызвала неоднозначную реакцию публики.

Допустимая и интересная трактовка, в данном случае, не обогатила ни пьесу, ни постановку. История, начавшаяся с похоронного венка и чуть не закончившаяся выстрелом, была почти трагедией, почти исповедью. Бытовые зарисовки, мелькающие под бодрый ритм барабанов, — почти мыльная опера, почти банальность. Жизнь без мечты об утиной охоте.
 — Татьяна Ратькина, газета «Частный корреспондент»
В ноябре того же года автор повести «Рыцарь с большой дороги» Валерий Рокотов обвинил создателей спектакля «Одесса 913» в плагиате. На афише было указано, что постановка создана по мотивам произведений Исаака Бабеля, но Рокотов узнал своих персонажей. В результате претензий суд обязал театр выплатить писателю компенсацию и снять спектакль.
В феврале 2018 года впервые было организовано мероприятие «Кино на сцене. Покровские ворота» — это особая форма спектакля, при котором актёры находятся на сцене и читают литературную версию фильма, на экране зрителям иногда демонстрируются отрывки кинокартины, где нет актёров. В апреле коллектив представил премьеру режиссёра Максима Диденко «Текст» в жанре «кибернуар» — эксперимент на стыке французского и американского кино 1950-х и романов о тотальном проникновении технологий в человеческую природу и жизнь. В октябре состоялась премьера спектакля «Макбет», где Меньшиков выступил режиссёром и исполнил главную роль. В этом же году мэрия Москвы выделила 18 миллионов рублей на детальное обследование здания театра перед реконструкцией.
В октябре 2022 года на сцене театра Ермоловой организованы гастроли драматического театра «Приют комедианта» с постановкой «Три товарища? О чём молчит балет». Идея создания проекта принадлежит режиссёру и солисту Мариинского театра Юрию Смекалову. Особенность спектакля — взаимодействие драматических актёров и актёров балета.

## Персоналии

### Художественные руководители
- Елена Лешковская, Сергей Айдаров, Николай Костромской (1925—1933)
- Макс Терешкович (1933—1937)
- Азарий Азарин (1937)
- Николай Хмелёв (1937—1945)
- Андрей Лобанов (1945—1956)
- Леонид Варпаховский, Виктор Комиссаржевский, Пётр Васильев, Александр Борисович Шатрин (1956—1970)
- Владимир Андреев (1970—1985)
- Валерий Фокин (1985—1991)
- Владимир Андреев (1991—2012)
- Олег Меньшиков (с 2012 года)

### Рабочая команда
| Режиссёры - Сергей Аронин - Сергей Голомазов - Вадим Данцигер - Сергей Землянский - Евгений Каменькович - Вильма Кутавичюте - Алексей Левинский - Денис Азаров - Константин Муханов - Олеся Невмержицкая - Александр Огарёв - Алексей Размахов - Валерий Саркисов - Александр Созонов | Художники - Татьяна Анастасова - Виктор Архипов - Ваня Боуден - Татьяна Виданова - Филипп Виноградов - Дмитрий Горбас - Михаил Заиканов - Дамир Исмагилов - Андрей Климов - Александра Ловянникова - Евгений Никоноров - Максим Обрезков - Александр Орлов - Евгения Панфилова - Дмитрий Разумов - Мария Рыбасова | Композиторы - Елена Амирбекян - Вадим Каверин - Павел Акимкин - Андрей Разин Хореографы - Александр Андрияшкин - Егор Дружинин - Леонид Тимцуник |

### Труппа
- Владимир Андреев
- Галина Анисимова
- Татьяна Аргунова
- Наталья Архангельская
- Кристина Асмус
- Сергей Бадичкин
- Дэниел Барнс
- Всеволод Болдин
- Ирина Бородулина
- Мария Бортник
- Павел Ботвиновский
- Борис Быстров
- Георгий Вицин
- Сергей Власенко
- Галина Власова
- Ольга Волкова
- Анна Воркуева
- Павел Галич
- Леонид Галлис
- Наталья Гаранина
- Татьяна Говорова
- Светлана Головина
- Наталья Горбас
- Наталья Громова
- Семён Гушанский
- Екатерина Дементьева
- Борис Дергун
- Валерий Ерёмичев
- Филипп Ершов
- Марина Жукова
- Алиса Завенягина
- Владимир Зайцев
- Валентина Иванова
- Юрий Казаков
- Елена Калинина
- Алексей Каничев
- Эллина Качанова
- Сергей Кемпо
- Валентин Харенко
- Иветта Киселёва
- Эсфирь Кириллова
- Алексей Ковалёв
- Антон Колесников
- Александр Кудин
- Владимир Кузенков
- Екатерина Кузнецова
- Милица Лаврова
- Валерий Лекарев
- Александр Лобанов
- Екатерина Любимова
- Илья Маланин
- Андрей Мартынов
- Ольга Матушкина
- Юрий Медведев
- Дарья Мельникова
- Стася Милославская
- Борис Миронов
- Даниил Могутов
- Владимир Мурашов
- Георгий Назаренко
- Александра Назарова
- Екатерина Николаева
- Лариса Орданская
- Дмитрий Павленко
- Владимир Павлов
- Елена Папанова
- Александр Петров
- Сергей Покровский
- Елена Полянская
- Андрей Попов
- Михаил Попов
- Наталия Попова
- Елена Пурис
- Василиса Пьявко
- Ярослав Рось
- Татьяна Рудина
- Ирина Савина
- Виктор Саракваша
- Ольга Селезнёва
- Наталья Селивёрстова
- Елена Силина
- Анна Скварник
- Иван Соловьёв
- Наталья Сычёва
- Никита Татаренков
- Николай Токарев
- Маргарита Толстоганова
- Евгения Уралова
- Эдда Урусова
- Дмитрий Фивейский
- Олег Филипчик
- Егор Харламов
- Артём Цуканов
- Алексей Шейнин
- Евгений Шляпин
- Людмила Шмелёва
- Лидия Шубина
- Татьяна Шумова
- Герман Энтин
- Григорий Южаков
- Родион Юрин
- Всеволод Якут
- Вячеслав Якушин[43][44]

## Архивные спектакли
- 1934 — «Не было ни гроша, да вдруг алтын» А. Н. Островского, Реж. Н. П. Хмелёв (Студия Хмелева)
- 1934 — «Последняя жертва» А. Н. Островского, Реж.: М. А. Терешкович
- 1934 — «Бойцы» Б. С. Ромашова, Реж.: М. А. Терешкович (совместно с Платоновым)
- 1935 — «Искусство интриги» Э. Скриба, Реж.: М. О. Кнебель и М. А. Терешкович (Театр-студия Ермоловой)
- 1936 — «Дальняя дорога» А. Н. Арбузова, Реж. М. О. Кнебель (Театр-студия Ермоловой)
- 1936 — «Мачеха» по О. Бальзаку, Реж.: М. А. Терешкович и М. О. Кнебель (Театр-студия Ермоловой)
- 1937 — «Последние» М. Горького, Реж. М. О. Кнебель (Театр-студия Ермоловой)
- 1937 — «Дети солнца» М. Горького, Реж. М. О. Кнебель (Студия Хмелева)
- 1937 — «На всякого мудреца довольно простоты» А. Н. Островского
- 1937 — «Шторм» Билль — Белоцерковского
- 1938 — «Бедная невеста» А. Н. Островского
- 1938 — «Огни маяка»
- 1938—1939 — «Кубанцы»
- 1940 — «Вечер в Сорренто»
- 1940 — «Время и семья Конвей» Дж. Б. Пристли, Реж.: А. М. Лобанов
- 1940 — «Как вам это понравится» У. Шекспира, Реж.: Хмелев и Кнебель
- 1941 — «Ночь ошибок» О. Голдсмита
- 1941 — «Хирург Пирогов» Ю. П. Германа, Реж. А. М. Лобанов
- 1941 — «Нахлебник» И. С. Тургенева
- 1942 — «Беспокойная старость»(«Профессор Полежаев») Л. Н. Рахманова, Реж.
- 1943 — «Наш корреспондент», Реж.
- 1943 — «Надежда Дурова» Липскерова и В. А. Кочетова, Реж.
- 1945 — «Укрощение укротителя» Дж. Флетчера, Реж. В. Г. Комиссаржевский, К. Воинов; Руководитель постановки: А. М. Лобанов
- 1945 — «Бешеные деньги» А. Н. Островского, Реж.: А. М. Лобанов
- 1946 — «Старые друзья» Л. А. Малюгина, Реж. А. М. Лобанов
- 1946 — «Далеко от Сталинграда» А. А. Сурова, Реж.: А. М. Лобанов и В. Г. Комиссаржевский
- 1946 — «Провинциалка» И. С. Тургенева, Реж.
- 1947 — «Спутники» В. Ф. Пановой и Д. Я. Дара, Реж. А.М Лобанов
- 1947 — «Люди с чистой совестью» П. П. Вершигоры, Реж.: А. М. Лобанов и В. Г. Комиссаржевский
- 1947 — «Большая судьба» («Мера за меру») А. А. Сурова, Реж.
- 1948 — «Счастье» по П. А. Павленко, Реж.: В. Г. Комиссаржевский
- 1948 — «Невольницы» А. Н. Островского, Реж. А.М Лобанов
- 1949 — «Дачники» М. Горького, Реж. А.М Лобанов
- 1949 — «Пушкин» Глобы, Реж. Комиссаржевский
- 1949 — «Пять подруг» А. М. Файко и Ц. С. Солодаря, Реж.
- 1949 — «В конце лета» Н. Ф. Погодина, Реж. Б. А. Аврашов, К. Воинов
- 1950 — «Благочестивая Марта» Тирсо де Молина , Реж.
- 1950 — «Миссурийский вальс» Н. Ф. Погодина, Реж.: А. М. Лобанов
- 1950 — «Рассвет над Москвой» А. А. Сурова, Реж.: А. М. Лобанов
- 1950 — «Клуб знаменитых капитанов» В. М. Крепса и К. Б. Минца, Реж. А. М. Лобанов и Б. А. Аврашов
- 1951 — «Заря над Каспием» И. Касумова, Реж.
- 1951 — «Честность» К. Я. Финна, Реж.
- 1952 — «Молодые годы» Ю. В. Трифонова и В. Е. Месхетели, Реж.: А. М. Лобанов и С. Х. Гушанский
- 1952 — «Дядя Ваня» А. П. Чехова, Реж.
- 1952 — «Ксения» А. А. Волкова, Реж. А. А. Гончаров
- 1952 — «Достигаев и другие» М. Горького, Реж.: А. М. Лобанов и В. Г. Комиссаржевский
- 1953 — «Европейская хроника» Арбузова, Реж. А. А. Гончаров
- 1953 — «Залог успеха» Ю. В. Трифонова, Реж.: А. М. Лобанов и С. Х. Гушанский
- 1953 — «Гости» Л. Г. Зорина, Реж.
- 1953 — «Цюй Юань» Го-мо-жо, Реж.: В. Г. Комиссаржевский, худ.: В. Ф. Рындин
- 1955 — «Чужие» М. Брэнд, Реж.
- 1955 — «Пролог» А. П. Штейна, Реж. П. П. Васильев
- 1955 — «В добрый час!» В. С. Розова, Реж. С. И. Туманов
- 1956 — «Потоп» Х. Бергера, Реж.
- 1956 — «Чудак» Н. Хикмета, Реж. В. Г. Комиссаржевский
- 1956 — «Вечно живые» В. С. Розова, Реж.: А. М. Лобанов
- 1956 — «Опасный поворот» Дж. Пристли, Постановка: С. Х. Гушанский, Режиссёр: Г. В. Спектор
- 1957 — «Вода с Луны» Н. Хентера, Реж.: А. М. Лобанов
- 1957 — «Не сотвори себе кумира» А. М. Файко
- 1957 — «Преступление и наказание» по Достоевскому, Реж. Васильев
- 1957 — «Обоз второго разряда» Д. Давурина, Реж. Л. В. Варпаховский
- 1957 — «Всадник без головы» по Майн Риду, Реж. Г. В. Спектор
- 1957 — «С новым счастьем!» М. А. Светлова
- 1958 — «Мольба о жизни» Ж. Деваля, Реж. Л. В. Варпаховский
- 1958 — «Дикари» С. В. Михалкова, Реж. Г. В. Спектор
- 1958 — «Несносный характер» Я. С. Липковича, Реж. С. Г. Микаэлян
- 1959 — «Вот я иду» («Возмездие») Г. Березко, Реж. Л. В. Варпаховский
- 1959 — «Золотая сорока» Е. А. Пермяка, Реж.
- 1959 — «Два упрямца» Н. Хикмета и В. Гуляковой, Реж. Борис Эрин
- 1959 — «Сны Симоны Машар» Л. Фейхтвангера, Б. Брехта, Реж. А. В. Эфрос
- 1960 — «Девушка с веснушками» А. В. Успенского, Реж.
- 1960 — «Три товарища» по Э. М. Ремарку, Реж. С. Г. Микаэлян
- 1960 — «В гостях и дома» А. М. Володина, Реж. А. В. Эфрос
- 1960 — «Глеб Космачёв» М. Ф. Шатрова, Реж. Л. В. Варпаховский
- 1961 — «Северная мадонна» братьев Тур, Реж.
- 1961 — «Эцитоны Бурчелли» («Обжалованию не подлежит») С. В. Михалкова, Реж. Л. П. Галлис
- 1961 — «Мой друг» Погодина, Реж. А. Б. Шатрин
- 1961 — «Игра без правил» Л. Шейнина, Реж. А. Б. Шатрин
- 1961 — «Том Большое Сердце» С. Богомазова, С. Шатрова, Постановка: Б. А. Аврашов, Реж.: Г. Г. Лехциев
- 1961 — «Лунная соната» А. Тур, Реж.
- 1962 — «Дни нашей юности» В. Савченко, Реж.
- 1962 — «Суббота, воскресенье, понедельник» Де Филиппе, Реж. А. Б. Шатрин
- 1962 — «Гость из ночи» Л. Ашкенази, Реж.: М. О. Кнебель, С. Х. Гушанский
- 1962 — «Старатели» («Последний старатель») А. В. Преловского, Реж.
- 1963 — «При свете дня» Г. Э. Казакевича, Г. Г. Лехциева, А. Б. Шатрина, Реж.
- 1963 — «Пятна на солнце» Л. И. Митрофанова, Реж.
- 1963 — «Сотворившая чудо» У. Гибсона, Реж. А. Б. Шатрин и Г. Г. Лехциев
- 1963 — «Мать своих детей» А. Н. Афиногенова, Реж. Владимир Андреев
- 1963 — «Мадрид ночью не спит» А. Састре, Реж.
- 1963 — «Лес» А. Н. Островского, Реж. Л. П. Галлис
- 1964 — «Дядя Багдасар» А. Параняна, Реж.
- 1964 — «Доброта», Реж.
- 1965 — «Гвозди» С. Л. Лунгина, И. И. Нусинова
- 1965 — «Гусиное перо» С. Л. Лунгина и И. И. Нусинова, Реж. П. П. Васильев, В. Г. Комиссаржевский
- 1965 — «Фунт мяса» А. Куссани, Реж.
- 1965 — «Время и семья Конвей» (НОВАЯ РЕДАКЦИЯ) Дж. Б. Пристли, Реж. Л. П. Галлис
- 1966 — «Бал воров» Жана Ануя, Реж. Владимир Андреев
- 1966 — «Теория невероятности» по М. Анчарову
- 1967 — «Лейтенант Шмидт» Д. Самойлова, В. Комиссаржевского, И. Маневича, Реж. В. Г. Комиссаржевский
- 1967 — «Мера истины» Я. И. Волчека, Реж.: В. Г. Комиссаржевский, Г. А. Косюков
- 1967 — «Бег» М. А. Булгакова, Реж. А. А. Гончаров
- 1968 — «Стеклянный зверинец» Теннеси Вильямса, Реж. Каарин Райд, (премьера — 7 апреля 1968)
- 1968 — «Записки сумасшедшего» Н. В. Гоголя, Реж. Юрий Вертман
- 1969 — «Моя окраина» Л. П. Сухаревской, Реж.
- 1969 — «Месть» А. Фредро, Реж. Ежи Красовский (ПНР) (премьера — 21 ноября 1969)
- 1969 — «Месяц в деревне» И. С. Тургенева, Реж. Екатерина Еланская
- 1970 — «Разлом» Б. Лавренева, Реж.
- 1970 — «Неравный брак» В. К. Константинова, Б. М. Рацера, Реж.
- 1970 — «Вся королевская рать» Р. П. Уоррена, Реж.
- 1970 — «Обыкновенный человек» Лескова, Реж.
- 1970 — «С повинной» К. Митрофанова, Реж.
- 1971 — «Бременские музыканты.» В. Шульжик (по мотивам сказки братьев Гримм). Постановка: Я. Губенко
- 1971 — «Снега» Ю. П. Чепурина, Реж. Владимир Андреев
- 1971 — «Золотой мальчик» К. Одетса, Реж.
- 1971 — «Не в свои сани не садись» А. Н. Островского
- 1972 — «Завтра в семь» В. Токарева по роману К. М. Симонову «Живые и мёртвые», Реж. Владимир Андреев
- 1972 — «Ваше мнение, доктор?» Б. Н. Носика, Реж.
- 1972 — «Старший сын» А. В. Вампилова, Реж. Г. Косюков
- 1972 — «Дарю тебе жизнь» Д. Н. Валеева, Постановка: Владимир Андреев, Реж. Ф. Р. Веригина
- 1973 — «Загадочный нищий» Яна Соловича, Реж. Г. Косюков
- 1973 — «Прошлым летом в Чулимске»А. В. Вампилова, Постановка: Владимир Андреев, Реж. Ф. Р. Веригина
- 1973 — «Здравствуйте, дядюшка!» В. Эфтимиу, Реж. П. О. Хомский, (премьера — 2 мая)
- 1973 — «Грамматика любви» И. А. Бунина, Реж. И. И. Соловьев
- 1974 — «Играем Стриндберга» Ф. Дюрренматта, Реж. Владимир Андреев
- 1974 — «Красный ангел» В. К. Карасева, Реж.
- 1975 — «Звезды для лейтенанта» Э. Я. Володарского
- 1975 — «Ван Гог» А. Матуше
- 1975 — «Белое лето» О. А. Кучкиной
- 1976 — «Иудушка Головлев»
- 1976 — «Черёмуха» В. П. Астафьева
- 1976 — «Юнона и Павлин» Шона О’Кейси
- 1976 — «Мэри Поппинс» Б. Заходера, Реж. Фаина Веригина, (премьера — 23 мая) в 1979 — совместно с творческим объединением «ЭКРАН»
- 1977 — «Стечение обстоятельств»А. В. Вампилова
- 1977 — «Диалоги» Д. Н. Валеева, Реж.
- 1977 — «Память» В. Шалевича, Ю. Добронравова, М. Воросцева (по мотивам произведений Д. Фурманова и И. Бабеля), Реж.
- 1977 — «Горное гнездо» Д. Н. Мамина-Сибиряка
- 1978 — «В порядке исключения» Ю. Виноградова, Реж. Г. А. Косюков
- 1978 — «Лодка в лесу»
- 1978 — «Конец — делу венец» У. Шекспира, Постановка: И. И. Соловьев, Режиссёр: Г. И. Энтин
- 1978 — «Деньги для Марии» по В. Г. Распутину, Постановка: Владимир Андреев, Реж.: Ф. Р. Веригина
- 1978 — «Крейцерова соната» Л. Н. Толстого, инсценировка И. Зарубиной, Реж. Владимир Андреев
- 1979 — «Утиная охота» А. В. Вампилова, Постановка: Владимир Андреев, Реж.: Ф. Р. Веригина
- 1979 — «Луна для пасынков судьбы»
- 1979 — «Зеленая комната» Дж. Б. Пристли, Реж. Ф. Р. Веригина (руководитель постановки — Владимир Андреев)
- 1980 — «Я — человек» (Страницы жизни) А. Санина, Постановка: Владимир Андреев, Реж.: Ф. Р. Веригина
- 1980 — «Любовь — книга золотая» А. Толстого, Реж. Г. А. Косюков
- 1980 — «Адам женится на Еве»
- 1980 — «Казанский университет» Д. Валеева, Реж. М. В. Скандаров
- 1980 — «Две житейские истории»
- 1980 — «Батальоны просят огня» по Ю. В. Бондареву, Постановка: Владимир Андреев, Реж.: М. В. Скандаров
- 1981 — «Дом, где разбиваются сердца» Б. Шоу, Реж. М. Скандаров
- 1981 — «Товарищи-граждане» С. В. Михалкова по мотивам В. М. Шукшина, Реж. Владимир Андреев
- 1981 — «Дым»
- 1981 — «Дон Жуан приходит с войны» Э. фон Хорвата, Реж.
- 1982 — «Василиса Мелентьева» А. Н. Островского, Реж.: Владимир Андреев
- 1982 — «В порядке исключения» А. Н. Островского и С. А. Гедеонова
- 1982 — «Лестничная клетка» А. Петрушевской, Реж. Зафар Джавадов (Малая сцена)
- 1982 — «С трех до шести» А. Чхеидзе, Реж. Владимир Андреев
- 1983/1984 — «Этот странный русский» В. М. Чичкова, Постановка: Владимир Андреев, Реж.: Ф. Р. Веригина
- 1983 — «Снежная королева» Е. Шварца, Реж. Ф. Р. Веригина (премьера — 24 марта 1983)
- 1983 — «Глубокое синее море» (Женщина вне игры) Т. Рэттигана, Реж. Владимир Андреев
- 1984 — «Эксцентричный детектив» П. Шеффера, Реж. Ф. Р. Веригина (Малый зал)
- 1984 — «На краю бездны» Ф. Дюрренматта
- 1984 — «Всё могут короли» С. В. Михалкова, Реж. Г. А. Косюков
- 1985 — «Дядя Ваня» А. П. Чехова, Реж. Владимир Андреев и Я. Судакова
- 1985 — «Что написано пером…» С. В. Михалкова, Реж. Г. А. Косюков
- 1985 — «Говори!», инсценировка А. Буравского по очеркам В. В. Овечкина «Районные будни», Реж. В. В. Фокин
- 1986 — «Последний посетитель» В. Л. Дозорцева, Реж. М. Цитриняк, Руководитель постановки: В. В. Фокин
- 1986 — «Спортивные сцены 1981 года» по пьесе Э. С. Радзинского, Реж. В. В. Фокин
- 1987 — «По соседству мы живём»
- 1987 — «Костюмер» Рональда Харвуда, Реж. Евгений Арье (премьера — 7 марта 1987)
- 1988 — «Второй год свободы» по пьесе А. М. Буравского, Реж. В. В. Фокин
- 1988 — «Снег. Недалеко от тюрьмы» Реж.: Андрей Альбертович Житинкин
- 1989 — «Приглашение на казнь» Вл. Набокова, Реж. В. В. Фокин
- 1989 — «Скрипка, бубен и сосед» В. Павлова, Реж.: Виталий Павлов
- 1990 — «Калигула» Альбера Камю, Реж.: Андрей Альбертович Житинкин
- 1990 — «Роковые яйца» Реж.: Андрей Альбертович Житинкин
- 1990 — «Тайны Шинонского замка» («Лев зимой») Дж. Голдмена
- 1991 — «Бесноватая» Н. Ю. Климонтовича по роману Ф. М. Достоевского «Идиот», Реж. В. В. Фокин
- 1991 — «За чем пойдешь, то и найдешь» по А. Н. Островскому, Реж. А. А. Левинский
- 1991 — «Как люблю я Вас!» (Касатка) А. Н. Толстого, Реж. Владимир Левертов
- 1992 — «Пропавший сюжет» Л. Г. Зорина
- 1992 — «Сверчок на печи»
- 1992 — «Воспитанница» по А. Н. Островскому, Реж. А. А. Левинский
- 1993 — «Бедность не порок» А. Н. Островского
- 1994 — «Союз одиноких сердец» Л. Г. Зорина
- 1994 — «Пат, или игра королей» П. Когоута
- 1994 — «Село Степанчиково»
- 1995 — «Мнимый больной» по Мольеру, Реж. А. А. Левинский
- 1995 — «Нахлебник» И. С. Тургенева
- 1995 — «Балы и страсти Петербурга» (Сухое пламя) Давида Самойлова, Реж.: Владимир Андреев, (премьера — 8 сентября 1995)
- 1995 — «Железная воля» Н. С. Лескова, Реж. Герман Энтин, (премьера — октябрь, 1995)
- 1995 — «Жизнь моя, иль ты приснилась мне…» Нонны Голиковой, Реж.: Фаина Веригина, (премьера — 3 ноября 1995)
- 1996 — «Измена» Л. Г. Зорина
- 1996 — «Мария Стюарт» Ф. Шиллера
- 1997 — «Вечер комедии» (спектакль-театральный альманах; премьера — 6 марта; Реж. Михаил Борисов):
  - Б. Шоу — «Деревенское сватовство»;
  - К. Фортюню — «Учитесь водить автомобиль заочно»;
  - О’Генри — «Гарлемская трагедия»;
  - Э. Де Филиппо — «Риск».
- 1997 — «Битва ангелов» Т. Уильямса, Реж.: Владимир Андреев (премьера — 19 сентября 1997)
- 1997 — «Грамматика любви» по И. А. Бунину
- 1998 — «Перекресток. Варшавская мелодия-98» Л. Г. Зорина, Реж.: Владимир Андреев, Натэлла Бритаева, (премьера — ноябрь, 1998)
- 1998 — «Барышня-крестьянка» А. С. Пушкина, Реж. Натэлла Бритаева, (премьера — 17 ноября)
- 1998 — «Великая Екатерина» Б. Шоу
- 1998 — «Дама с собачкой» А. П. Чехова
- 1998 — «Дон Жуан» по Мольеру, Реж. А. А. Левинский
- 1999 — «Танго» С. Мрожека (Театр-центр им. М. Н. Ермоловой, премьера — декабрь, 1999)
- 1999 — «Прибайкальская кадриль»
- 2000 — «Вишнёвый сад» по А. П. Чехову, Реж. А. А. Левинский
- 2000 — «Царь Максимилиан» А. М. Ремизова, Реж. Борис Морозов, (Театр-центр им. М. Н. Ермоловой, премьера — 9 сентября 2000)
- 2000 — "Медведь. Предложение. Сцена из первой редакции комедии «Вишневый сад» по А. П. Чехову, Реж. А. А. Левинский (Театр-центр им. Ермоловой, премьера — 5-6 декабря 2000)
- 2000 — «Велосипед Чингисхана» Р. Эрдурана, Реж.: Владимир Андреев (Театр-центр им. Ермоловой, премьера — 15 декабря 2000)
- 2000 — «Блажь» А. Н. Островского, П. Невежина, Реж. Вадим Данцигер, (премьера — 8 апреля)
- 2001 — «Второй выстрел или Триумф комиссара Оливье» Робера Тома, Реж.: Фаина Веригина, (премьера — 27 апреля 2001)
- 2001 — «Виртуальный маскарад» Валерия Беседина, Валерия Стольникова, Реж. Фаина Веригина (премьера — 29 декабря 2001)
- 2002 — «Игроки» Н. В. Гоголя, Реж. Олег Меньшиков, (премьера — 15 января)
- 2002 — «Благодарю вас навсегда» Е. А. Евтушенко, Реж. Александр Поламишев
- 2002 — «Александр Пушкин» В. Безрукова, Реж. Виталий Безруков, (премьера — сентябрь, 2002)
- 2003 — «Женитьба» Н. В. Гоголя, Реж. Алексей Левинский, (премьера — 10 июня)
- 2003 — «Обманщики» М. Карне, Н. М. Птушкиной
- 2004 — «Невидимки» Л. Г. Зорина
- 2004 — «Лунные воды» Реж. Фаина Веригина
- 2005 — «Смерть Тарелкина» Сухово-Кобылина, Реж. А. А. Левинский
- 2005 — «Бешеные деньги» А. Н. Островского, Реж.: Галина Дубовская, (премьера — 18 января 2005)
- 2005 — «Странная книга любви…» Ф. Саган
- 2006 — «Фотофиниш» Питера Устинова, Реж. Сергей Голомазов, (премьера — 11 марта)
- 2007 — «Хозяйка анкеты» Вячеслава Дурненкова, Реж. А. А. Левинский
- 2007 — «Не для меня» Владимира Гуркина, Реж.: Вадим Данцигер, (премьера — 8 октября 2007)
- 2008 — «Возлюбленная нами…» Ивана Бунина, Реж.: Герман Энтин, (премьера — 22 января 2008)
- 2008 — «Исповедь начинающего» А. В. Вампилова
- 2008 — «Бонжур и до свидания!» Ж-К. Ислера, Реж.: Вадим Данцигер (последнее представление — 24.05.2012)
- 2009 — «Свадьба Кречинского» Сухово-Кобылина, Реж. А. А. Левинский
- 2010 — «Не всё так плохо, Аделаида» Е. Унгарда, Реж.: Фаина Веригина (последнее представление — 17.06.2012)
- 2011 — «И страстью дрогнули сердца…» А. С. Пушкина, Реж.: Герман Энтин, (премьера — 25 октября 2011)
- 2011 — «Оркестр мечты. Медь», Реж. Олег Меньшиков, (премьера — 6 декабря)
- 2012 — "Одесса 913 по мотивам И. Э. Бабеля, Реж. Родион Овчинников, (премьера — 28 января)
- 2012 — «Самая большая маленькая драма» Родиона Овчинникова, Реж. Родион Овчинников, (премьера — 1 декабря)
- 2012 — «Язычники» Анны Яблонской, Реж. Евгений Каменькович, (премьера — 15 декабря)
- 2013 — «Снегурочка. Сцены из Захолустья в 12 песнях» А. Н. Островского, Реж. Алексей Кузмин-Тарасов
- 2013 — «Портрет Дориана Грея» Оскара Уайльда, Реж. Александр Созонов, (премьера — 25 марта)
- 2013 — «Гамлет» Уильяма Шекспира, Реж. Валерий Саркисов, (премьера — 20 декабря)
- 2014 — «Из пустоты…» (восемь поэтов), Реж.: Олеся Невмержицкая, Денис Азаров, Сергей Аронин, Алексей Размахов, (премьера — 12 января)
- 2014 — «Демон» М. Ю. Лермонтова, Реж. Сергей Землянский, (премьера — 21 апреля)
- 2014 — «Ромео и Джульетта. Версия» Д. Азарова и В. Печейкина по пьесе Уильяма Шекспира, Реж. Денис Азаров, (премьера — 13 декабря)
- 2014 — «Утюги» Анны Яблонской, Реж. Алексей Размахов, (премьера — 23 декабря)
- 2015 — «Адам и Ева/Шейпинг» Нила ЛаБьюта, Реж. Олеся Невмержицкая, (премьера — 2 февраля)
- 2015 — «Театр Козьмы Пруткова» Козьмы Пруткова, Реж. Алексей Левинский, (премьера — 11 апреля)
- 2015 — «Самоубийца» Николая Эрдмана, Реж. Денис Азаров, (премьера — 17-18 сентября 2015)
- 2015 — «Безымянная звезда» М. Себастьяна, Реж. Вильма Кутавичуте, (премьера — 7 ноября)
- 2015 — «Елизавета Бам» Даниила Хармса, Реж. Константин Муханов, (премьера — 8 декабря)
- 2016 — «Событие» В. В. Набокова, Реж. Олеся Невмержицкая, (премьера — 4 февраля)
- 2016 — «Счастливчики» К. Денниг и Валерия Печейкина, Реж. Олег Меньшиков, (премьера — 16 февраля)
- 2016 — «Возвращение домой» Гарольда Пинтера, Реж. Иван Миневцев, (премьера — 24 апреля)
- 2016 — «Процесс» Франца Кафка, Реж. Алексей Левинский, (премьера — 22 декабря)
- 2017 — «Ранчо» Джона Стейнбека, Реж. Григорий Южаков, (премьера — 30 марта)
- 2017 — «Чайковский» Ю. Н. Арабова, Реж. Александр Созонов, (премьера — 8,9,20 апреля)
- 2017 — «Утиная охота» Александра Вампилова, Режиссёр: Евгений Марчелли, (премьера — 21 сентября)
- 2018 — «Текст» по роману Дмитрия Глуховского, Режиссёр: Максим Диденко (премьера — 15 мая)[2][45]

## Награды
- Орден Трудового Красного Знамени (2 февраля 1976 года) — за заслуги в развитии советского театрального искусства[46].
- Почётная грамота Московской городской думы (23 декабря 2015 года) — за заслуги перед городским сообществом[47].